# Skandinavisches Romani
Das Skandinavische Romani oder Skandoromani (auch norwegisches Romani bzw. schwedisches Romani genannt) ist eine skandinavische Mischsprache, deren Wortschatz einen hohen Anteil von Romani sowie Wortgut aus europäischen Kontaktsprachen der Roma aufweist, während die Syntax und Morphologie überwiegend vom Typ der zentralskandinavischen Sprachen ist. Sie gehört damit den Para-Romani-Sprachen an, wie das englische Angloromani oder das spanische Caló.
Skandoromani wird traditionell von Roma im westlichen Schweden und im östlichen Norwegen benutzt.

## Wortbeispiele
| Deutsch | Romani  | Ursprungssprache              |
| ------- | ------- | ----------------------------- |
| eins    | jikk    | Hindi ek                      |
| zwei    | dy      | Hindi do                      |
| sieben  | efta    | Neugriechisch εφτά, επτά epta |
| groß    | baro    | Hindi baṛā                    |
| toll    | buno    | italienisch buono             |
| Buch    | libri   | französisch livre             |
| allein  | alonom  | englisch alone                |
| Straße  | stråtan | niederländisch straat         |
| Wand    | vanta   | deutsch Wand                  |
| Fluss   | flussa  | deutsch Fluss                 |
| warten  | bidra   | Skandinavisch bide            |